# Pútxej
Pútxej (en rus Пучеж) és una ciutat de l'óblast d'Ivànovo, Rússia, i centre administratiu d'aquesta regió. Pútxej és un port a la riba dreta del Volga, és a 175 km a l'est d'Ivànovo. El 2009 tenia 9.354 habitants. La ciutat és mencionada per primer cop com el slobodà de Pútxisxe el 1594. El segle xix fou un centre cerealístic i de comerç de lli. El 1952, l'embassament de Gorki va amenaçar la ciutat, que va haver de reconstruir-se en un nivell més elevat durant els següents tres anys.
| 1897  | 1926  | 1939  | 1959  | 1970   | 1979   | 1989   | 2002   | 2008  |
| ----- | ----- | ----- | ----- | ------ | ------ | ------ | ------ | ----- |
| 3 000 | 5 100 | 7 300 | 9 300 | 12 300 | 12 900 | 12 700 | 10 345 | 9 506 |